# Veronica Mikhailovna Tushnova
Veronica Mikhailovna Tushnova (tiếng Nga: Вероника Михайловна Тушнова, 14 tháng 3 năm 1915–7 tháng 7 năm 1965) là nữ nhà thơ Nga.

## Tiểu sử
Veronica Mikhailovna Tushnova sinh ở Kazan, trong gia đình một giáo sư. Học phổ thông ở Kazan, biết làm thơ từ nhỏ. Từ năm 1931 vào học Đại học Y Leningrad, tốt nghiệp năm 1935. Năm 1941 vào học trường viết văn Maxim Gorky nhưng Thế chiến II xảy ra nên đi làm cứu thương ở các bệnh viện và tiếp tục làm thơ. Năm 1945 nhà xuất bản Молодая гвардия (Đội cận vệ trẻ) xuất bản tập thơ đầu tiên của bà Первая книга (Cuốn sách đầu tiên). Những năm 1950 in các trường ca Дорога на Клухор (Con đường đến Klukhor); Пути-дороги (Những con đường, 1954).
Tài năng của Tushnova được thể hiện đầy đủ nhất ở những năm cuối. Đề tài chính trong thơ bà là tình yêu, cùng với tình yêu là nỗi khổ và niềm vui, là mất mát và hy vọng, là hiện tại và tương lai. Thơ của bà được yêu thích ở Liên Xô trước đây cũng như ở Nga hiện tại. Bà mất ở Moskva vào tuổi 50.

## Các tập thơ chính
- Первая книга (Cuốn sách đầu tiên, 1945)
- Пути-дороги (Những con đường, 1954)
- Дорога на Клухор (Con đường đến Klukhor, 1955)
- Память сердца (Ký ức của trái tim, 1958)
- Второе дыхание (Hơi thở thứ hai, 1961)
- Сто часов счастья (Một trăm giờ hạnh phúc, 1965)

## Một vài bài thơ
| Сто часов счастья Сто часов счастья... Разве этого мало? Я его, как песок золотой, намывала, собирала любовно, неутомимо, по крупице, по капле, по искре, по блестке, создавала его из тумана и дыма, принимала в подарок от каждой звезды и березки... Сколько дней проводила за счастьем в погоне на продрогшем перроне, в гремящем вагоне, в час отлета его настигала на аэродроме, обнимала его, согревала в нетопленном доме. Ворожила над ним, колдовала... Случалось, бывало, что из горького горя я счастье свое добывала. Это зря говорится, что надо счастливой родиться. Нужно только, чтоб сердце не стыдилось над счастьем трудиться, чтобы не было сердце лениво, спесиво, чтоб за малую малость оно говорило "спасибо". Сто часов счастья, чистейшего, без обмана. Сто часов счастья! Разве этого мало? Осчастливь меня однажды Осчастливь меня однажды, позови с собою в рай, исцели меня от жажды, подышать немного дай! Он ведь не за облаками, не за тридевять земель,- там снежок висит клоками, спит апрельская метель. Там синеет ельник мелкий, на стволах ржавеет мох, перепархивает белка, будто розовый дымок. Отливая блеском ртутным, стынет талая вода... Ты однажды ранним утром позови меня туда! Я тебе не помешаю и как тень твоя пройду... Жизнь такая небольшая, а весна - одна в году. Там поют лесные птицы, там душа поет в груди... Сто грехов тебе простится, если скажешь: - Приходи! | Một trăm giờ hạnh phúc Một trăm giờ hạnh phúc… Chẳng lẽ còn ít chăng? Tôi đã từng chắt lọc Như đãi cát tìm vàng. Tôi góp nhặt, không hề mệt mỏi Thành từng giọt, từng bông Thành từng tia, từng luồng Tôi tạo nên hạnh phúc từ sương khói. Tôi nhận về như món quà tôi được Từ những ngôi sao nhỏ, từ bạch dương… Biết bao ngày tôi đã từng Đuổi theo hạnh phúc. Trên sân ga giá buốt Trông toa tàu ầm vang Và cả trước lúc lên đường Tôi ra sân bay tìm được. Tôi đã từng ôm ấp Sưởi ấm trong căn nhà lạnh lẽo giá băng Và tôi đã từng Làm bùa phép… Đã từng khổ đau quá mức Tôi tìm ra hạnh phúc cho mình. Thật oan uổng nếu nói rằng Hạnh phúc là do số phận Ta cần để cho con tim Không xấu hổ, và quan tâm lo lắng Cần để cho trong tim không còn Thói biếng lười hay kiêu hãnh. Để cho, dù chỉ một việc làm bé bỏng Con tim nói lời "cảm ơn". Một trăm giờ hạnh phúc Trọn vẹn, chẳng dối gian… Một trăm giờ hạnh phúc Chẳng lẽ còn ít chăng? Anh hãy cho em hạnh phúc một lần hãy gọi em theo anh về cực lạc anh hãy dìm ở trong em cơn khát cho em thở phào một chút nhiều hơn! Vì cực lạc không ở chốn xa xăm cũng không phải ở miền xa vời vợi những bông tuyết treo thành chùm ở đấy bão tuyết tháng tư ở đấy ngủ yên. Cành vân sam ở đấy có màu xanh trên những cành vân sam này rêu phủ và đang chuyền cành những con sóc nhỏ có vẻ như một làn khói màu hồng rót ra màu lấp lánh của thủy ngân và dòng nước tuyết tan giờ lặng lẽ… Một lần anh nhé trong buổi sớm mờ sương hãy gọi em đi về nơi đó! Em chẳng làm phiền em đi qua như chiếc bóng của anh… Cuộc đời đâu dài lắm còn mùa xuân – trong năm chỉ một lần. Ở đó vui hót những con chim rừng ở đó tâm hồn hát trong lồng ngực… Một trăm lỗi lầm cho anh em tha hết nếu như anh nói rằng: – Em hãy đến với anh! Bản dịch của Nguyễn Viết Thắng. |